# Marie-Hélène Ohier
Marie-Hélène Ohier, née le 24 février 1961 à Dinan, est une athlète française, spécialistes des courses de demi-fond, des courses de fond et de marathon. Elle est la sœur d'Odile Ohier.

## Carrière
Marie-Hélène Ohier est médaillée d'argent du marathon féminin aux Jeux méditerranéens de 1993 et termine quinzième du marathon féminin aux Championnats d'Europe d'athlétisme 1994. 
Elle est médaillée de bronze par équipes à la Coupe d'Europe de marathon 1994 et à la Coupe du monde de marathon 1991.
Elle est sacrée championne de France du 25 kilomètres sur route en 1989 et championne de France de marathon en 1991.